# Oscar Hurtado
Oscar Hurtado (La Habana, 8 de agosto de 1919-23 de enero de 1977) fue un escritor y periodista cubano.
Considerado el padre de la ciencia ficción cubana, también podría ser llamado el padre de la literatura fantástica, policiaca y de terror en la isla caribeña. No se destacó como escritor en estos géneros (aunque los cultivó casi todos), sino por su labor difusora.
En su juventud viajó a los Estados Unidos, donde trabajó en diversos oficios, antes de regresar a Cuba en 1959. 
Creó y dirigió la colección Dragón, primer sello cubano que difundió la literatura policiaca, fantástica y de ciencia ficción en la isla y que permitió que los cubanos conocieran clásicos mundiales como Ray Bradbury, Isaac Asimov, Arthur Conan Doyle y C.S. Lewis. También fundó las colecciones Fénix (dedicada a promover la poesía cubana) y Cuadernos R (para igual función en la prosa).
Además de publicar varios poemarios y una colección de cuentos, fue coautor, con Évora Tamayo, de Cuba: cien años de humor político, un ensayo sobre pintura cubana (Pintores cubanos) y numerosos artículos periodísticos sobre artes plásticas, cosmonáutica, ajedrez, ciencia ficción, misterios arqueológicos y otros.
Hizo los prefacios de las primeras ediciones cubanas de La guerra de los mundos, de Herbert George Wells, y de Las aventuras de Sherlock Holmes, de Arthur Conan Doyle. También compiló y prologó Cuentos de ciencia ficción, publicado en 1969, donde se incluían autores cubanos y extranjeros. 
Después de su muerte, casi toda su obra —incluso algunos relatos inéditos— se recogió en el volumen Los papeles de Valencia el Mudo. La escritora Daína Chaviano, compiladora y prologuista de este volumen, fundaría más tarde el primer taller literario en Cuba dedicado a la ciencia ficción, al que llamó Oscar Hurtado, como homenaje póstumo al autor.

## Principales obras
- 1961: La Seiba (poesía)
- 1962: Pintores cubanos (ensayo)
- 1964: La ciudad muerta de Korad (poesía)
- 1965: Paseo del malecón (poesía)
- 1963: Carta de un juez (cuentos)
- 1983: Los papeles de Valencia el Mudo (antología póstuma)

## Reseñas
1. 1 2  Los papeles de Valencia el Mudo, prólogo y edición de Daína Chaviano. Editorial Letras Cubanas, Habana, 1983)

- Datos: Q3356998